# Windhutze

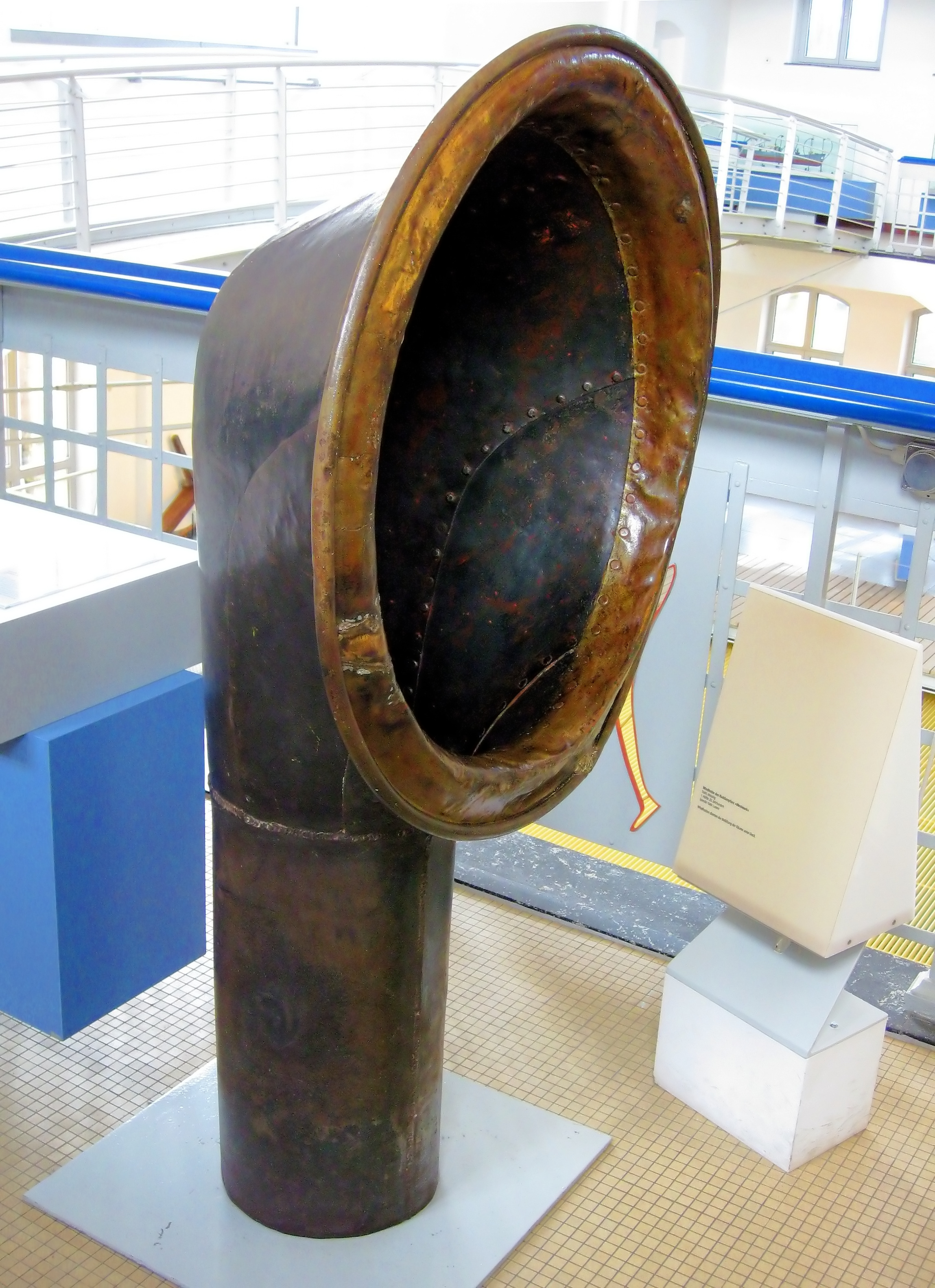
Historische Windhutze, Bronzeblech getrieben und genietet (frühes 20. Jahrhundert)

Windhutze ist im Schiffbau der Begriff für den drehbaren Kopfteil eines Drucklüfters. Dieser hat eine trichterförmige Öffnung, die Frischluft mittels Wind und Schiffsgeschwindigkeit (Fahrtwind) auffängt und in das Schiffsinnere leitet.
Eine spezielle Bauform ist der Dorade-Lüfter, der mit einem Wasserabscheider kombiniert ist.